# Norman Ross
Norman Ross, född 2 maj 1896 i Portland, död 19 juni 1953 i Evanston, var en amerikansk simmare.
Ross blev olympisk mästare på 400 meter frisim vid sommarspelen 1920 i Antwerpen.